# Wilhelm Michel Ellis
Wilhelm Michel Ellis (Willemstad, 10 ottobre 1926 – Willemstad, 24 settembre 2003) è stato un vescovo cattolico olandese originario di Curaçao.

## Biografia
Nacque a Willemstad, a Curaçao, allora parte dell'Impero coloniale olandese, e vicariato apostolico di Willemstad.

### Formazione e ministero sacerdotale
Fu ordinato presbitero il 25 ottobre 1953.

### Ministero episcopale
Venne nominato vescovo di Willemstad il 7 agosto 1973 da papa Paolo VI.
Ricevette l'ordinazione episcopale il 25 novembre 1973 dal suo predecessore Johannes Maria Michael Holterman, vescovo di Willemstad, co-consacranti l'arcivescovo Luigi Barbarito, nunzio apostolico di Haiti e l'arcivescovo di Kingston Samuel Emmanuel Carter.
Si dimise come vescovo di Willemstad per motivi di salute, l'11 ottobre 2001.

## Genealogia episcopale e successione apostolica
La genealogia episcopale è:
- Cardinale Scipione Rebiba
- Cardinale Giulio Antonio Santori
- Cardinale Girolamo Bernerio, O.P.
- Arcivescovo Galeazzo Sanvitale
- Cardinale Ludovico Ludovisi
- Cardinale Luigi Caetani
- Cardinale Ulderico Carpegna
- Cardinale Paluzzo Paluzzi Altieri degli Albertoni
- Papa Benedetto XIII
- Papa Benedetto XIV
- Papa Clemente XIII
- Cardinale Marcantonio Colonna
- Cardinale Giacinto Sigismondo Gerdil, B.
- Cardinale Giulio Maria della Somaglia
- Cardinale Carlo Odescalchi, S.I.
- Cardinale Costantino Patrizi Naro
- Cardinale Lucido Maria Parocchi
- Papa Pio X
- Papa Benedetto XV
- Papa Pio XII
- Cardinale Eugène Tisserant
- Arcivescovo Raffaele Forni
- Vescovo Joannes Maria Michael Holterman, O.P.
- Vescovo Wilhelm Michel Ellis

La successione apostolica è:
- Vescovo Luigi Antonio Secco, S.D.B. (2000)